# Herbert J. Biberman
Pour les articles homonymes, voir Biberman.
Herbert Joseph. Biberman (né le 4 mars 1900 à Philadelphie et mort le 30 juin 1971 à New York) est un scénariste, réalisateur et producteur de cinéma américain.

## Biographie
Fils de Joseph et Eva Biberman, immigrés juifs originaires de Russie, Herbert Biberman naît à Philadelphie, en Pennsylvanie. Il est le frère de l'artiste américain Edward Biberman (1904-1986). Il commence sa carrière comme scénariste de séries B. En 1947 interrogé par la House Un-American Activities Committee il refuse de répondre aux questions sur son appartenance au Parti communiste américain. Il est condamné et passe six mois en prison. Subissant les foudres du maccarthysme en étant inscrit sur la liste noire du cinéma, son film le plus connu Le Sel de la terre en 1954 est boycotté aux États-Unis mais rencontre un grand succès en Europe.
Esclaves est sélectionné en compétition au Festival de Cannes 1969.
Herbert Biberman est mort d'un cancer des os en 1971 à New York. Exclu de la Directors Guild of America en 1950, il y est réintroduit à titre posthume en 1997.

### Vie personnelle
Il épouse l'actrice Gale Sondergaard en 1930. Ensemble ils ont deux enfants, Daniel Hans et Joan. Leur mariage dure jusqu'à la mort de Biberman.

## Filmographie

### Comme scénariste
- 1939 : Veillée d'amour (When Tomorrow Comes) de John M. Stahl
- 1939 : Le Roi de Chinatown (King of Chinatown) de Nick Grinde
- 1944 : Intrigue à Damas (Action in Arabia) de Léonide Moguy
- 1944 : The Master Race (en) de Herbert J. Biberman
- 1969 : Esclaves (Slaves) de Herbert J. Biberman

### Comme réalisateur
- 1935 : One-Way Ticket
- 1936 : Meet Nero Wolfe
- 1944 : The Master Race (en)
- 1954 : Le Sel de la terre (Salt of the Earth)
- 1969 : Esclaves (Slaves)

### Comme producteur
- 1946 : Règlement de comptes à Abilene Town (Abilene Town)
- 1947 : Nouvelle-Orléans (New Orleans)